# Ujście (gemeente)
De gemeente Ujście is een stad- en landgemeente in het Poolse woiwodschap Groot-Polen, in powiat Pilski.
De zetel van de gemeente is in Ujście.
Op 30 juni 2004 telde de gemeente 7969 inwoners.

## Oppervlakte gegevens
In 2002 bedroeg de totale oppervlakte van gemeente Ujście 125,98 km², waarvan:
- agrarisch gebied: 62%
- bossen: 29%

De gemeente beslaat 9,94% van de totale oppervlakte van de powiat.

## Demografie
Stand op 30 juni 2004:
| Omschrijving                   | Totaal | Totaal | Vrouwen | Vrouwen | Mannen | Mannen |
| ------------------------------ | ------ | ------ | ------- | ------- | ------ | ------ |
| eenheid                        | aantal | %      | aantal  | %       | aantal | %      |
| inwoners                       | 7969   | 100    | 4000    | 50,2    | 3969   | 49,8   |
| bevolkingsdichtheid (inw./km²) | 63,3   | 63,3   | 31,8    | 31,8    | 31,5   | 31,5   |

In 2002 bedroeg het gemiddelde inkomen per inwoner 1398,87 zł.

## Administratieve plaatsen (sołectwo)
Byszki, Chrustowo, Jabłonowo, Kruszewo, Ługi Ujskie, Mirosław, Nowa Wieś Ujska, Węglewo.

## Overige plaatsen
Bronisławki, Hajzdry, Nowie, Śluza Nowe, Ujście Noteckie, Ujście-Łęg, Żłobki.

## Aangrenzende gemeenten
Chodzież, Czarnków, Kaczory, Piła, Trzcianka